# Mezquita Sidi Embarek
La Mezquita Sidi Embarek es una mezquita situada en el campo exterior de la ciudad española de Ceuta, ubicada en la calle Capitán Claudio Vázquez.

## Historia
En un principio, en un morabito del siglo XVIII, puede que ligado al palacio del Serrallo, se construyó una mezquita en 1940, según proyecto del arquitecto municipal José María Tejero y de Benito, y en fechas recientes se reconstruyó el recinto de oración, según proyecto de los arquitectos Ana Sales González y Mª Teresa Cerdeira y Bravo de Mansilla.

## Descripción
Está construido de hormigón armado. Tiene planta cuadrada, disponiendo a la calle Capitán Claudio Vázquez de un porche sostenido por columnas que actúa cómo patio de abluciones, al carecer de este y en su entorno alberga un cementerio islámico.

### Exterior
Las fachadas son austeras, sólo con ventanas bíforas, situándose en el porche puertas de arcos de herradura.

### Interior
Es relativamente austero, con pilares, yeserías y lámparas de araña.